# Niuafoʻou
Niuafoʻou (doslova Mnoho nových kokosů) je ostrov v Tichém oceánu, který patří království Tonga. Má rozlohu 52 km² (z toho asi dvě třetiny připadají na pevnou zemi) a žije na něm asi 650 obyvatel, kteří hovoří jazykem niuafoʻouan. Objevil ho roku 1616 Willem Schouten.
Je nejsevernějším ostrovem Tongy a patří do skupiny ostrovů Niuas, tvoří v rámci státu samostatný distrikt. Nachází se 570 km severně od hlavního města Nuku'alofy. Ostrov tvoří kaldera štítové sopky ve tvaru prstence o průměru zhruba 8 km. Uprostřed se nachází jezero Vai Lahi o průměru okolo 4 km a maximální hloubce 84 m, na kterém je několik ostrovů, největším je Motu Lahi. Na ostrově se nachází ještě menší jezero Vai Mataʻaho. Ostrov je pokryt převážně přesličníkovými lesy, nejvyšším bodem je Mokotu s nadmořskou výškou 250 m. V osadě Angahā se nachází poštovní úřad a letiště, škola sídlí v Muʻa. Hlavními produkty ostrova jsou kopra, taro a chlebovník, obyvatelé se věnují také rybolovu a chovu prasat.
Sopka je dosud aktivní, v roce 1946 pokryla polovinu jeho rozlohy láva, obyvatelé byli následně evakuováni a návrat jim byl povolen až roku 1958. K dosud poslední erupci došlo v březnu 1985.
Ostrov je posledním místem na Zemi, kde žije tabon Pritchardův.
Niuafoʻou má přezdívku Tin Can Island (Plechovkový ostrov), protože postrádá přirozený přístav, takže se na lodích dovážejících poštu dopisy ukládaly do plechových krabic od sušenek, které se shazovaly z paluby a na břeh je doručovali plavci. Tato praxe trvala do otevření letiště v roce 1983.

## Galerie

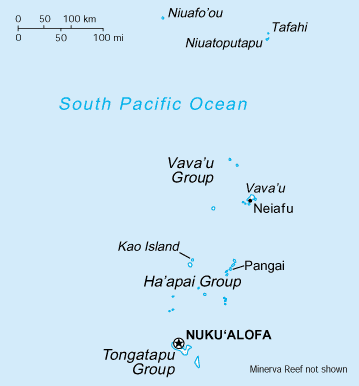
Poloha na mapě Tongy
Vlajka ostrova
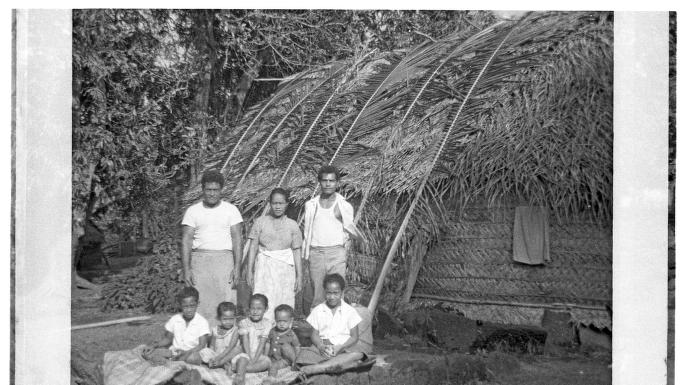
Ostrované (rok 1967)